# Eleccions presidencials de l'Equador de 2006
Les Eleccions presidencials de l'Equador de 2006 van tenir lloc el dia 15 d'octubre del 2006, en una primera i una segona volta, amb la intenció d'escollir un nou president de la República de l'Equador.
El candidat centredretà del Partit Alianza País, Rafael Correa, va sortir elegit president amb el 56,67% dels vots escrutats, després d'una ajustada primera volta on obtingué un suport del 22,84%.

## Eleccions presidencials de 15 d'octubre de 2006
| Candidats                                                             | Primera volta 15-10-2006 | Primera volta 15-10-2006 | Segona volta 26-11-2006 | Segona volta 26-11-2006 |
| Candidats                                                             | Vots                     | %                        | Vots                    | %                       |
| --------------------------------------------------------------------- | ------------------------ | ------------------------ | ----------------------- | ----------------------- |
| Álvaro Noboa - Partido Renovador Institucional de Acción Nacional     | 1.464.251                | 26,83                    | 2.689.412               | 43,33                   |
| Rafael Correa - Partido Socialista Frente Amplio / Alianza País       | 1.246.333                | 22,84                    | 3.517.628               | 56,67                   |
| Fausto Gilmar Gutiérrez - Partido Sociedad Patriótica                 | 950.895                  | 17,42                    |                         |                         |
| León Roldós - Izquierda Democrática / Red                             | 809.754                  | 14,84                    |                         |                         |
| Cynthia Viteri - Partido Social Cristiano                             | 525.728                  | 9,63                     |                         |                         |
| Luis Macas - Movimiento Pachakutik – Nuevo País                       | 119.577                  | 2,19                     |                         |                         |
| Fernando Rosero - Partido Roldosista Ecuatoriano                      | 113.323                  | 2,08                     |                         |                         |
| Marco Proaño- Movimiento de Reivindicación Democrática                | 77.655                   | 1,42                     |                         |                         |
| Luis Alfredo Villacís - Movimiento Popular Democrático                | 72.762                   | 1,33                     |                         |                         |
| Jaime Damerval - Concentración de Fuerzas Populares                   | 25.284                   | 0,46                     |                         |                         |
| Marcelo Larrea - Alianza Tercera República                            | 23.233                   | 0,43                     |                         |                         |
| Lenin Torres - Movimiento Revolucionario de Participación Popular     | 15.357                   | 0,28                     |                         |                         |
| Carlos Sagnay - Partido Integración Nacional Alfarista                | 13.455                   | 0,25                     |                         |                         |
| Total (participació: 71,5%)                                           |                          |                          |                         |                         |
| Font: Tribunal Suprem Electoral Arxivat 2007-12-25 a Wayback Machine. |                          |                          |                         |                         |

### Eleccions legislatives de 15 d'octubre de 2006
| Partido                                            | Partido                                                    | Asam. |
| -------------------------------------------------- | ---------------------------------------------------------- | ----- |
|                                                    | Partido Renovador Institucional de Acción Nacional (PRIAN) | 28    |
|                                                    | Partido Sociedad Patriótica 21 de Enero (PSP)              | 24    |
|                                                    | Partido Social Cristiano (Ecuador) (PSC)                   | 13    |
|                                                    | Izquierda Democrática                                      | 7     |
|                                                    | Partido Roldosista Ecuatoriano                             | 6     |
|                                                    | Pachakutik                                                 | 6     |
|                                                    | Unión Demócrata Cristiana (Ecuador)                        | 5     |
|                                                    | Red Etica y Democracia                                     | 5     |
|                                                    | Movimiento Popular Democrático                             | 3     |
|                                                    | Partido Socialista Frente Amplio                           | 1     |
|                                                    | ARE                                                        | 1     |
|                                                    | Movimiento Ciudadanos Nuevo País                           | 1     |
|                                                    | Otros                                                      | 1     |
| Total Font: Revista de ciencia política (Santiago) | Total Font: Revista de ciencia política (Santiago)         | 100   |